# Veia basílica

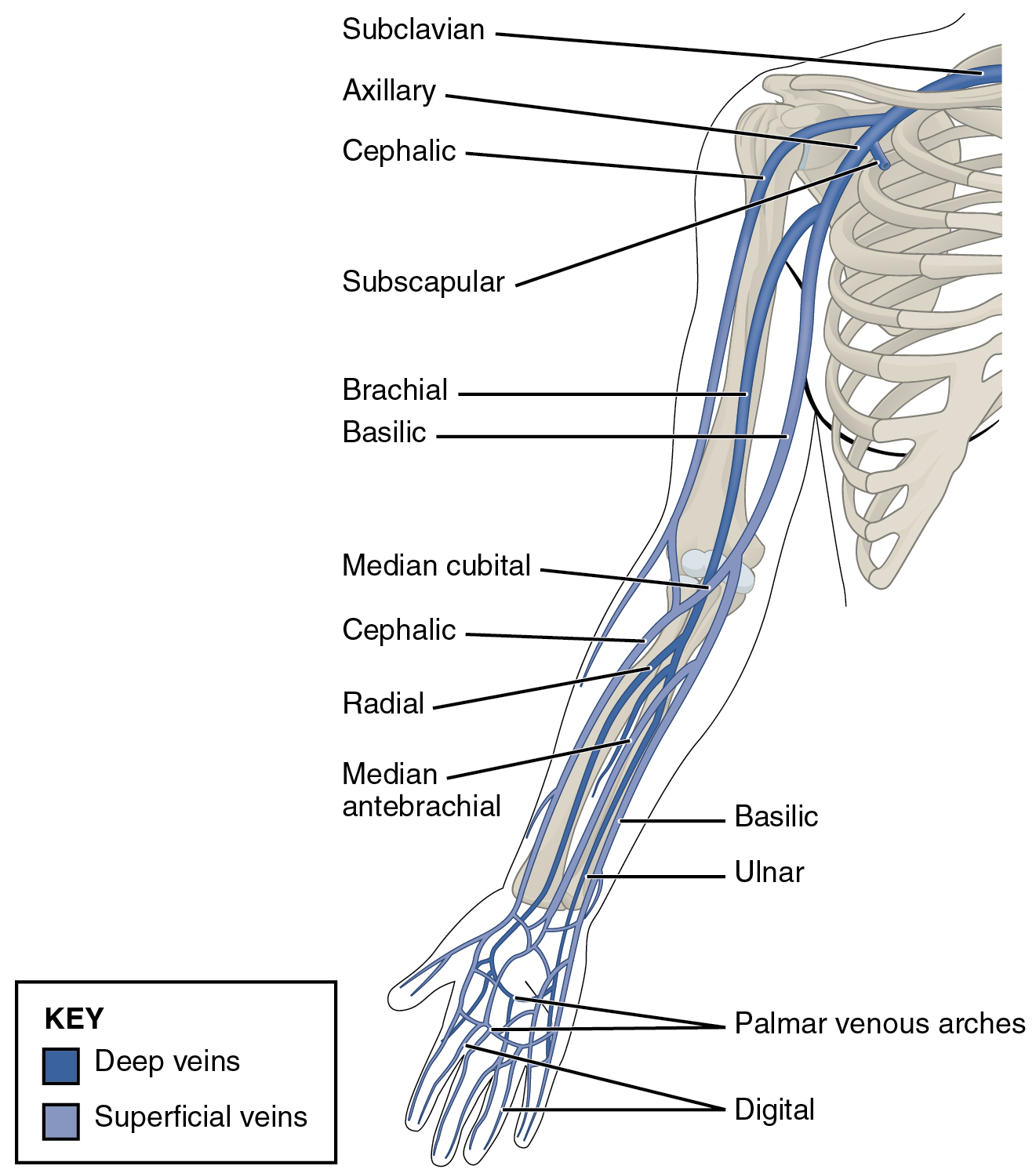
Trajeto da veia basílica, desde o membro superior até a axila, onde se funde a outras veias para formar a veia axilar.

A veia basílica é uma das principais veias do membro superior, frequentemente visualizável através da pele. Forma-se no punho, sobe pelo antebraço e braço, além de chegar à axila, onde termina a partir da fusão com outras veias, para formar a veia axilar.

## Trajeto
Sua formação ocorre na face medial da rede venosa dorsal (também chamada de rede venosa dorsal da mão), um conjunto de veias superficiais localizadas no dorso da mão. Essas veias confluem entre si para formar as principais veias do antebraço: medialmente, dão origem à veia basílica; lateralmente, formam a veia cefálica.
A princípio, trata-se de uma veia superficial, isto é, localizada em meio à tela subcutânea, superficialmente à fáscia do antebraço. Ainda superficial, ascende pela face medial do antebraço e a porção inferior do braço. Mais especificamente, Tortora descreve que seu percurso superficial se dá pela face póstero-medial do antebraço e pela face ântero-medial do braço.
No entanto, ao atingir o limite entre as partes média e inferior do braço, perfura a fáscia do braço. Assim, torna-se profunda e adentra o sulco bicipital medial, no qual passa a acompanhar a artéria braquial e o nervo cutâneo medial do antebraço rumo à axila. Ao atingi-la, sofre fusão com outras veias, para originar a veia axilar.
Diferentes autores divergem quanto a quais são essas veias. Tortora e o site Kenhub apontam que as veias braquiais se unem à veia basílica, para formar a veia axilar.  Já Moore indica que vasos denominados "veias acompanhantes da artéria axilar" o fazem. Por outro lado, Gray afirma que é o caso das "veias acompanhantes da artéria braquial". De qualquer forma, os autores são unânimes no fato de que a veia axilar se origina a partir da união entre um vaso superficial (a veia basílica) e vasos profundos, independentemente de quais forem estes.

## Tributárias
O sangue drenado pela extremidade ulnar (medial) da rede venosa dorsal é repassado para a veia basílica, a nível do punho.
Além disso, existe uma veia, proeminente, que estabelece comunicação entre as veias basílica e cefálica. Essa veia recebe o nome de veia intermédia do cotovelo e se encontra na fossa cubital, ou seja, antes de a veia basílica se tornar profunda à fáscia do braço. Mais especificamente, a veia intermédia do cotovelo apresenta trajeto oblíquo, de superior para inferior e medial para lateral, na face anterior do cotovelo, na fossa cubital. Quando é necessário puncionar uma veia para injeção, transfusão ou coleta de sangue; a veia intermédia do cotovelo é a preferida.
Há ainda a veia intermédia do antebraço, muito variável, que pode tributar para a veia basílica. Isso pode ocorrer de maneira integral ou parcial. Neste último caso, a veia intermédia do antebraço se bifurca em duas porções: a veia intermédia basílica, que sofre união com a veia basílica, e a veia intermédia cefálica, a qual se une à veia cefálica.
Por fim, observam-se veias perfurantes, que comunicam veias superficiais, como a veia basílica, a veias profundas do membro superior.